# やちまた
『やちまた』は、足立巻一の著書。盲目の国学者である本居春庭の生涯と、著者の半生を重ね合わせて、小説の形態で描いた評伝であり、春庭の伝記考証として極めて貴重とされる。題名は春庭の著作『詞八衢』に由来する。

## 概要
足立は神宮皇學館（現・皇學館大学）に在籍していたころ、「本居春庭の伝記を記したい」と思っていたが、資料不足などを理由に、何度か試みては放棄していた。やがて1955年（昭和30年）6月、足立は総28頁の観光パンフレット「鈴屋」を執筆したのを契機に、春庭研究を再開した。ようやく初稿の執筆を思い立ったのは、1967年（昭和42年）夏のことで、本居宣長記念館の設立の決定に伴って本居家文書の精査が開始されたことにより、春庭関連の思いもしなかった大量の資料が出現したことによるという。とりわけ『詞八衢』の稿本が、屏風の下貼りから発見された時の感動について、足立は「今日まで生命を与えられた至福が思われた」と回想している。
本書は1968年（昭和43年）1月から1973年（昭和48年）10月まで同人誌『天秤』で連載され、足立は新資料の出現などを受けて初稿を補正しながら、結果的に全編を改稿したものを1974年（昭和49年）10月に河出書房新社で刊行した。上下2巻、全20章。
1975年（昭和50年）、第25回芸術選奨文部大臣賞を受賞した。

## 内容

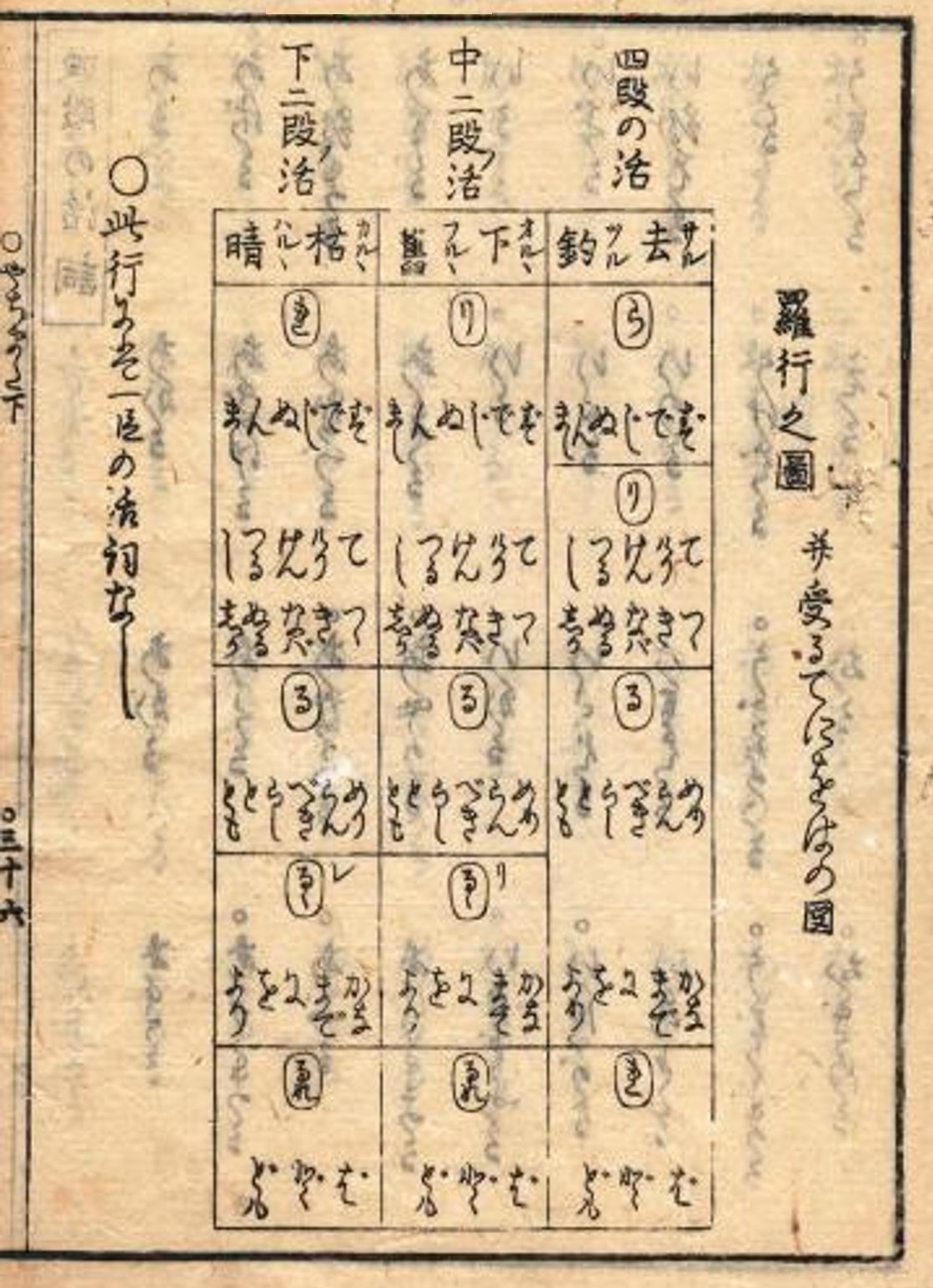
本居春庭『詞八衢』
本書の稿本ならびにカードの発見は圧巻とされ、物語後半最大の山場とも評される。この発見の蔭には、非常な努力の払われていたことが如実に現われている。

本書の主人公は、著者である足立その人と思わせる“わたし”で、第一人称で語り手として話を進めていく私小説としての形態を作品の基軸とする。
第1章では主人公が春庭に傾斜していく過程を述べ、第2章では本居宣長の人物像について追究し、第3章から第6章では「春庭が失明していく経緯」や「失明後の動向」が語られる。第7章から第11章にかけては、春庭に関連のある人物（あるいは関連のありそうな人物）について、その著書、学説、伝記などを網羅しながら列伝の様相を呈している。第12章から第15章までは、皇學館を卒業後、二度の従軍と復員などの紆余曲折を経て新聞社に勤め、テレビ番組の制作に携わるようになっていく主人公の軌跡と、友人たちや恩師たちのその後の物語が展開していく。そして、第16章における『詞の小車』稿本探訪と同書検証の史的意義の提言を経て、第17章と第18章は主人公による春庭の稿本や資料の調査・解析が中核となる。第19章では、針術修行のために上京する春庭を中心とする歌日記の記載を元に、彼らが中途で立ち寄った場所の足取りを辿り、春庭が治療を受けた医師に思いを馳せる。最終章である第20章では、未見の春庭書簡（とりわけ失明後の寛政7年のもの）ならびに『詞八衢』の活用の例語を種別して抜き出した横本2種が出現したことを受け、「『詞八衢』は父追慕の書であり、その一方で自立のための著作でもあった」と結論づけるが、結局は決定的な論証を得られず、仮説の域を出ないまま物語は幕を閉じる。
このように足立は、「春庭は盲目でありながら、日本語の用言に備わる規則性をいかに発見し、整然と組織したか」という疑問を出発点に、『詞八衢』の成立をめぐる定説を洗い直して、春庭の思考法における独創性を見出そうとした。こうして春庭による研究の過程が次第に明らかとなり、同時に春庭の生涯の全容が明らかになった。しかし、足立の関心は国語学に留まらず、例えば宣長の葬儀がどうであったかということも推理しているほか、松阪市の歴史などに至るまで、多くの資料を駆使して調べ尽くしてある。また、旧跡を訪ねて歩く中で出会った様々な人々の生き様も活写されている。

## 評価
本書の刊行以後、春庭研究が盛んになった。刊行から間もなくして得た「国語学史上の重い文献となるに違いない」や「日本国語学史は本書を抜きには考えられなくなった」などの評価が示すように、近世期における日本語学の歴史について、専門的な資料から関連資料に至るまで入念に調査しており、しばしば参考文献に利用される。また、本書を切っ掛けにして国語学史研究に着手した研究者も少なくない。
一方で「異色作であるが、いま少し著者の春庭観が欲しかった」という評価のほか、学問的な疑念として「『詞八衢』の版種について、4回も重版しているというが、それは誤りで、もっと重版しているし、小型版も出ている」や「『詞通路』についての研究史がいささかお粗末である」などの評価も、少なからず存在する。

## 書誌
- 単行版 - 河出書房新社、初版1974年10月、新装版1990年11月
  - 上巻 ISBN 4-309-00653-1
  - 下巻 ISBN 4-309-00654-X
- 朝日新聞社〈朝日文芸文庫〉、1995年4月
  - 上巻 ISBN 4-02-264065-0
  - 下巻 ISBN 4-02-264066-9
- 中央公論新社〈中公文庫〉、2015年3月。呉智英解説
  - 上巻 ISBN 978-4-12-206097-5
  - 下巻 ISBN 978-4-12-206098-2

| 初出           | 初出       | 初出       | 対応する単行本の章   | 備考                             |
| 掲載号         | 発行年月   | 標題       | 対応する単行本の章   | 備考                             |
| -------------- | ---------- | ---------- | -------------------- | -------------------------------- |
| 『天秤』第23号 | 1968年1月  | やちまた1  | 第1章                | 本文または写真が一部カットされた |
| 『天秤』第24号 | 1968年4月  | やちまた2  | 第2章                | 本文または写真が一部カットされた |
| 『天秤』第25号 | 1968年7月  | やちまた3  | 第3章                | 本文または写真が一部カットされた |
| 『天秤』第26号 | 1968年10月 | やちまた4  | 第4章                | 本文または写真が一部カットされた |
| 『天秤』第27号 | 1969年1月  | やちまた5  | 第5章                | 本文または写真が一部カットされた |
| 『天秤』第28号 | 1969年6月  | やちまた6  | 第6章 第7章          | 本文または写真が一部カットされた |
| 『天秤』第29号 | 1969年8月  | やちまた7  | 第8章                | 本文または写真が一部カットされた |
| 『天秤』第30号 | 1969年10月 | やちまた8  | 第16章               | 本文または写真が一部カットされた |
| 『天秤』第31号 | 1970年3月  | やちまた9  | 第9章                | 本文または写真が一部カットされた |
| 『天秤』第32号 | 1970年6月  | やちまた10 | 第10章               | 本文または写真が一部カットされた |
| 『天秤』第33号 | 1971年2月  | やちまた11 | 第11章               | 本文または写真が一部カットされた |
| 『天秤』第34号 | 1972年7月  | やちまた12 | 第12章               | 本文または写真が一部カットされた |
| 『天秤』第35号 | 1972年10月 | やちまた13 | 第13章 第14章 第15章 | 本文または写真が一部カットされた |
| 『天秤』第36号 | 1972年12月 | やちまた14 | 第15章               | 本文または写真が一部カットされた |
| 『天秤』第37号 | 1973年14月 | やちまた15 | 第17章               | 本文または写真が一部カットされた |
| 『天秤』第38号 | 1973年10月 | やちまた16 | 第18章 第19章 第20章 | 本文または写真が一部カットされた |